# ماریو کوتلو
ماریو کوتلو (انگلیسی: Mario Cotelo؛ زادهٔ ۱۰ فوریهٔ ۱۹۷۵) بازیکن فوتبال اهل اسپانیا است.
از باشگاه‌هایی که در آن بازی کرده‌است می‌توان به باشگاه فوتبال لاس پالماس، باشگاه فوتبال اسپورتینگ خیخون، باشگاه فوتبال سویا، و باشگاه فوتبال ختافه اشاره کرد.